# Remigia perlata
Remigia perlata là một loài bướm đêm trong họ Erebidae.